# توماس شارب
توماس شارب هو سياسي كندي، ولد في 14 مارس 1866 في مقاطعة سليجو في جمهورية أيرلندا، وتوفي في 10 مايو 1929 في كندا.